# 1996 في الصين
فيما يلي قوائم الأحداث التي وقعت خلال عام 1996 في الصين.

## سياسة

### تعيين في المنصب
- 21 ديسمبر – تشان يون هان عضو المجلس التشريعي المؤقت ‏.

## مواليد

### يناير
- 5 يناير – مارك تشن لاعب كرة قدم صيني.
- 8 يناير – هوانغ سيجينغ لاعبة كرة سلة صينية.
- 16 يناير – زهو تشي لاعب كرة سلة صيني.

### يوليو
- 5 يوليو – زو يوشن لاعب كرة سلة صيني.
- 6 يوليو – صن زيو لاعبة كرة مضرب صينية.

## وفيات

### مارس
- 14 مارس – وانغ لوه بين (مواليد 1913) موسيقي صيني.
- 19 مارس – تشين جينغرون (مواليد 1933) رياضياتي صيني.

### ديسمبر
- 1 ديسمبر – بينغ شيو وون (مواليد 1931) ملحن صيني.